# Eugenia stenoxipha
Eugenia stenoxipha är en myrtenväxtart som beskrevs av Ignatz Urban. Eugenia stenoxipha ingår i släktet Eugenia och familjen myrtenväxter. Inga underarter finns listade i Catalogue of Life.